# Castellare-di-Casinca
Castellare-di-Casinca település Franciaországban, Haute-Corse megyében. Lakosainak száma 722 fő (2022. január 1.). Castellare-di-Casinca Penta-di-Casinca és Sorbo-Ocagnano községekkel határos.

## Népesség
A település népességének változása:
| Lakosok száma | 404  | 360  | 389  | 557  | 603  | 630  | 666  | 696  | 697  | 722  |
|               | 1968 | 1982 | 1990 | 2006 | 2013 | 2015 | 2017 | 2019 | 2020 | 2022 |